# Prairie des fées
La Prairie des fées (traduction de Märchenwiese, nom donné par des alpinistes allemands dans les années 1930), connue localement sous le nom de Joot, est une prairie située à proximité du camp de base du Nanga Parbat, dans le district de Diamir, au Gilgit-Baltistan (Pakistan). Elle se trouve à une altitude d'environ 3 300 mètres et sert de point de départ pour les alpinistes et les trekkers qui se lancent dans l'ascension du sommet par la face du Rakhiot,. En 1995, le gouvernement du Pakistan déclare la Prairie des fées parc national,.

## Localisation
La Prairie des fées est accessible par un chemin carrossable de douze kilomètres de long à partir du pont de Raikhot sur la route du Karakorum jusqu'au village de Tato,,. En dépassant Tato, un chemin de randonnée de 5 kilomètres (3-4 heures) permet de rejoindre la Prairie des fées,. La prairie est située dans la vallée Raikhot, à l'une des extrémités du glacier Raikhot qui prend sa source sur le Nanga Parbat et dont la fonte des eaux alimente l'Indus. Depuis 1992, des habitants de la région ont installé des aires de camping à proximité.

## Tourisme
La saison touristique à la Prairie des fées dure six mois, d'avril à septembre. Les lodges pour touristes sur le campement, couvrant une superficie de deux acres, sont connus sous le nom de Raikot Serai. Le site de la Prairie des fées, bien qu'encore peu développé, a généré 17 millions PKR de revenues du tourisme, principalement grâce à l'approvisionnement en nourriture et aux services de transport et d'hébergement. Un projet de construction d'hôtel par la châine Shangri-La Hotels and Resort a été annulé après que le site eut été classé parc national,. La communauté locale a arrêté la coupe de bois afin de préserver la forêt et promouvoir le tourisme dans la région.

## Faune et flore
La prairie est entourée d'une épaisse forêt alpine. La zone de haute altitude et les pentes exposées au nord sont principalement recouvertes de forêts de conifères et plus particulièrement de Pinus wallichiana, Picea smithiana et Abies pindrow, tandis que dans les zones de haute altitude avec peu de soleil sont recouvertes de bouleaux et d'arbustes de Salix herbacea. Les versants sud sont recouverts de genièvres, à savoir Juniperus excelsa et J. turkesticana. Au fur et à mesure que l'altitude baisse, on trouve davantage les plantes suivantes: Artemisia sp., Emmenosperma alphitonioides, Lithocarpus sp. et Pinus gerardiana. Des études scientifiques ont montré des similitudes entre les espèces de Pinus wallichiana présent autour de la Prairie des fées et une espèce sœur, Pinus peuce, présente dans les Balkans, basé sur la taille des feuilles. Les chercheurs ont trouvé 31 espèces de Pucciniales dans les environs.
Parmi les mammifères présents dans la région, on trouve quelques ours bruns, mais leur nombre décline. Des cerfs porte-musc, considérés comme une espèce menacée, sont également présents.

## Galerie

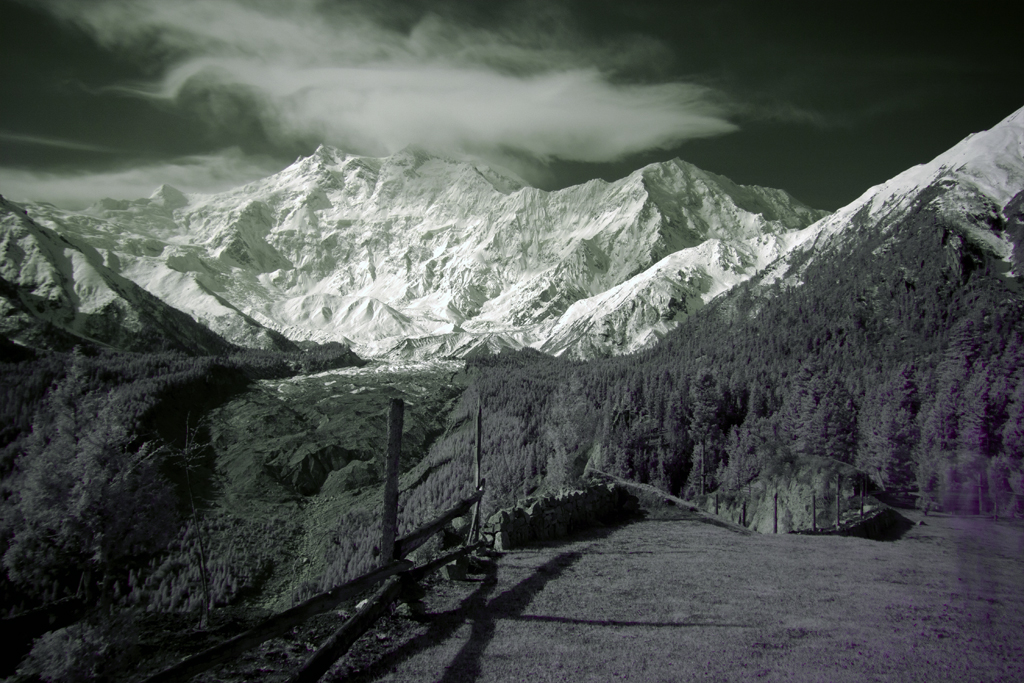
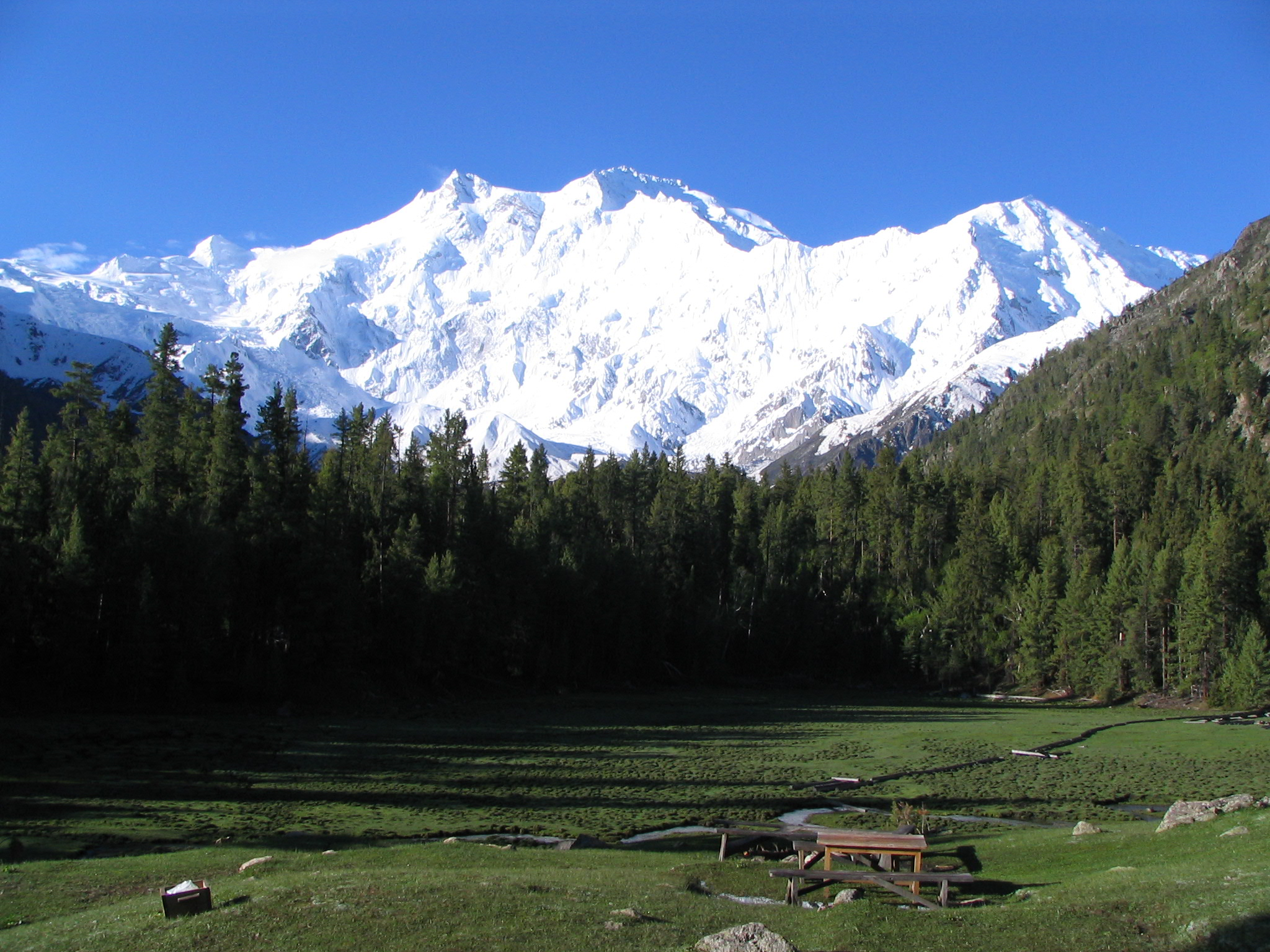
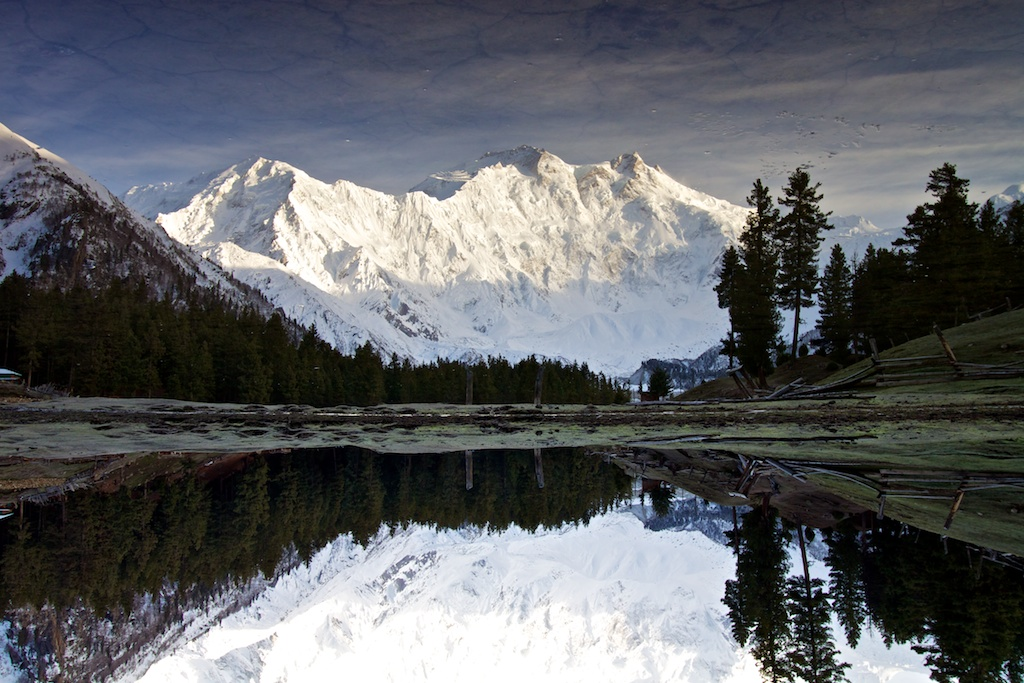
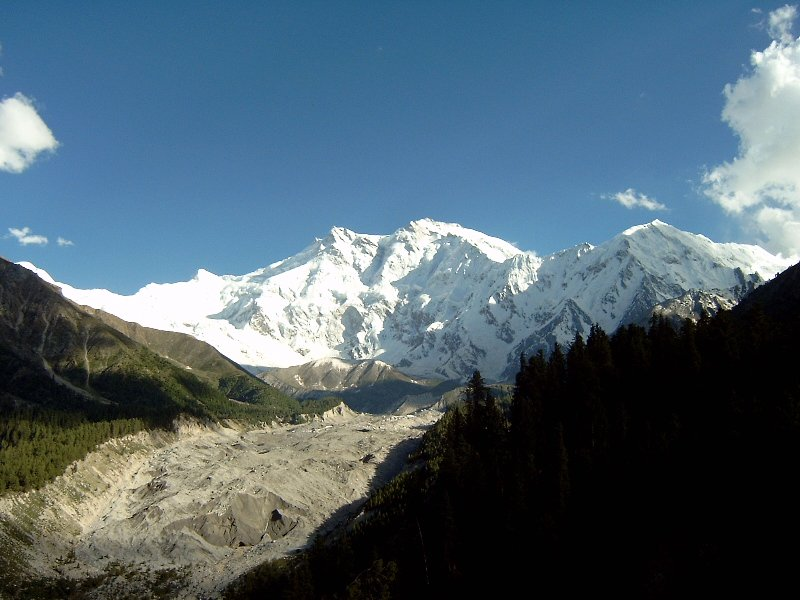